# Kangnam (huyện)
Kangnam (Hán Việt: Giang Nam) là một huyện thuộc tỉnh Hwanghae Bắc tại Cộng hòa Dân chủ Nhân dân Triều Tiên. Năm 1963, huyện được chuyển từ tỉnh Pyongan Nam về thủ đô Bình Nhưỡng. Đến năm 2010, huyện lại được chuyển từ thủ đô về tỉnh Hwanghae Bắc. Năm 2008, dân số của huyện là 69.279 người (32.144 nam và 37.135 nữ), trong đó dân số đô thị là 19.254 người (27,8%) còn dân số nông thôn là 50.025 người (72,2%).

## Hành chính
Huyện được chia thành 1 thị trấn (ŭp) và 18 xã (ri).
| - Kangnam-up 강남읍/江南邑 - Changgyo-ri 장교리/長橋里 - Isan-ri 이산리/二山里 - Kanchon-ri 간천리/間川里 - Kochon-ri 고천리/古川里 - Koup-ri 고읍리/古邑里 - Majong-ri 마정리/馬井里 - Munam-ri 문암리/文岩里 - Ryonggok-ri 룡곡리/龍谷里 - Ryonggyo-ri 룡교리/龍橋里 | - Ryongpo-ri 룡포리/龍浦里 - Ryupo-ri 류포리/柳浦里 - Sangam-ri 상암리/上岩里 - Sinhung-ri 신흥리/新興里 - Sinjong-ri 신정리/新井里 - Sokho-ri 석호리/石湖里 - Tanggok-ri 당곡리/唐谷里 - Tongjong-ri 동정리/東井里 - Yongjin-ri 영진리/英進里 |